# Таштагольский район
Таштаго́льский райо́н (шор. Тағлығ Шор «Горная Шория») — административно-территориальная единица (административный район) и муниципальное образование (муниципальный район) в Кемеровской области России.
Административный центр — город Таштагол.

## География
Район расположен на юге Кемеровской области, граничит с Новокузнецким районом и Междуреченским городским округом, а также с Алтайским краем, республиками Алтай и Хакасия. Район находится на территории Горной Шории — области, располагающейся на стыке хребтов южной Сибири (Северо-Восточного Алтая, Кузнецкого Алатау и Салаирского кряжа). Основные реки: Кондома и Мрассу, также Тельбес, Мундыбаш, Бель-Су.

## История
Указом Президиума Верховного Совета РСФСР от 22 июня 1939 года был образован Таштагольский район Новосибирской области с центром в селе Таштагол. Помимо села Таштагол в состав района вошли рабочий посёлок Шалым, и ряд сельсоветов, до этого входивших в упраздняемый этим же указом Горно-Шорский национальный район; рабочий посёлок Темиртау и Чарыштинский сельсовет бывшего Горно-Шорского национального района вошли в состав нового Кузедеевского района.
26 января 1943 года была создана Кемеровская область, в состав которой, в частности, были переданы Таштагольский и Кузедеевский районы.
28 октября 1959 года Чарыштинский сельсовет был расформирован, и часть его территории была подчинена поселковому совету Темиртау.
Указом Президиума Верховного Совета РСФСР от 23 марта 1961 года Кузедеевский район был упразднён; основная часть его территории была объединена с городом областного подчинения Осинники, образовав Осинниковский район, а рабочий посёлок Темиртау был передан в состав Таштагольского района.
Указом Президиума Верховного Совета РСФСР от 1 февраля 1963 года «Об укрупнении районов, образовании промышленных районов и изменении подчиненности районов и городов Кемеровской области» рабочие поселки Таштагол и Шалым преобразованы в город областного подчинения Таштагол. Таштагольский район был при этом упразднён, его территория была включена в состав Новокузнецкого района, а сельсоветы административно подчинены Таштагольскому горсовету.
Указом Президиума Верховного Совета РСФСР от 8 мая 1983 года образован Таштагольский район за счёт территории Новокузнецкого района, административно подчинённой Таштагольскому горсовету.

## Население
| 1959   | 2017    | 2018    | 2021    | 2022    | 2023    | 2024    | 2025    |
| ------ | ------- | ------- | ------- | ------- | ------- | ------- | ------- |
| 61 183 | ↘53 041 | ↘52 656 | ↘51 420 | ↘50 236 | ↘49 596 | ↘48 876 | ↘48 262 |

Значительная часть населения муниципального района проживает в городе Таштаголе. Здесь сосредоточено 40,6 % населения. В городских поселениях проживает 88,4 % населения, в сельских поселениях — 11,6 % населения. Расселение в Таштагольском районе приурочено к Южно-Сибирской железнодорожной магистрали, которая соединяет с областным центром, соседними областями, Красноярским краем, обеспечивает выход на транссибирскую железную дорогу, а также к автодороге республиканского значения «Кемерово — Новокузнецк—Кузедеево — Таштагол», обеспечивающей внешние связи с другими территориями области, внутрирайонные связи.
Сложившаяся в районе система расселения относится согласно зонированию территории к равномерно рассредоточенному типу, для которого характерна поселенческая структура со средней людностью населения 300 человек, расстояние между поселениями 10—15 км, удаленностью периферийных поселков от районного центра в среднем 30-60 км. Характерной чертой сельского расселения является неравномерное размещение населенных пунктов по территории муниципального образования.

### Национальный состав
русские, коренное население — шорцы — 10672 человек, проживают также немцы и украинцы. Значительная часть населения живет в Темиртау, Шерегеше, Мундыбаше.

## Административно-муниципальное устройство
В рамках административно-территориального устройства области выделяются административно-территориальные единицы: Таштагольский административный район и город областного подчинения Таштагол. Таштагольский административный район при этом включает 4 сельские территории, границы которых совпадают с одноимёнными сельскими поселениями, и 4 посёлка городского типа районного подчинения (с подведомственными населёнными пунктами), которые соответствуют одноимённым городским поселениям в соответствующем муниципальном районе.
В рамках муниципального устройства, Таштагольский муниципальный район включает 10 муниципальных образований, в том числе 6 городских и 4 сельских поселения:
| №  | Муниципальное образование            | Административный центр | Количество населённых пунктов | Население (чел.) | Площадь (км²) |
| -- | ------------------------------------ | ---------------------- | ----------------------------- | ---------------- | ------------- |
| 1  | Таштагольское городское поселение    | город Таштагол         | 1                             | ↘21 980          | 79,00         |
| 2  | Казское городское поселение          | пгт Каз                | 2                             | ↗4254            | 13,88         |
| 3  | Мундыбашское городское поселение     | пгт Мундыбаш           | 3                             | ↘4222            | 19,89         |
| 4  | Спасское городское поселение         | пгт Спасск             | 4                             | ↘1585            | 11,08         |
| 5  | Темиртауское городское поселение     | пгт Темиртау           | 4                             | ↗3786            | 14,42         |
| 6  | Шерегешское городское поселение      | пгт Шерегеш            | 12                            | ↗10 163          | 12,76         |
| 7  | Каларское сельское поселение         | посёлок Калары         | 19                            | ↘2241            | 53,38         |
| 8  | Коуринское сельское поселение        | посёлок Алтамаш        | 9                             | ↘622             | 38,84         |
| 9  | Кызыл-Шорское сельское поселение     | посёлок Ключевой       | 11                            | ↘696             | 19,80         |
| 10 | Усть-Кабырзинское сельское поселение | посёлок Усть-Кабырза   | 29                            | ↘936             | 6,43          |

## Населённые пункты
В Таштагольском административном районе 93 населённых пункта (без города областного подчинения Таштагол).
В Таштагольском муниципальном районе 94 населённых пункта, в том числе 6 городских населённых пунктов (среди которых один город Таштагол и 5 посёлков городского типа), а также 88 сельских населённых пунктов.
| №  | Населённый пункт      | Тип             | Население | Муниципальное образование            |
| -- | --------------------- | --------------- | --------- | ------------------------------------ |
| 1  | Алтамаш               | посёлок         | 303       | Коуринское сельское поселение        |
| 2  | Амзас                 | посёлок         | 391       | Каларское сельское поселение         |
| 3  | Анзас                 | посёлок         | 0         | Усть-Кабырзинское сельское поселение |
| 4  | Базанча               | посёлок         | 663       | Каларское сельское поселение         |
| 5  | Базарный              | посёлок         | 27        | Каларское сельское поселение         |
| 6  | Белка                 | посёлок         | 22        | Усть-Кабырзинское сельское поселение |
| 7  | Берёзовая Речка       | посёлок         | 77        | Каларское сельское поселение         |
| 8  | Ближний Кезек         | посёлок         | 8         | Шерегешское городское поселение      |
| 9  | Большой Лабыш         | посёлок         | 2         | Кызыл-Шорское сельское поселение     |
| 10 | Верх-Кочура           | посёлок         | 10        | Кызыл-Шорское сельское поселение     |
| 11 | Верхние Кичи          | посёлок         | 0         | Усть-Кабырзинское сельское поселение |
| 12 | Верхний Алзак         | посёлок         | 9         | Усть-Кабырзинское сельское поселение |
| 13 | Верхний Анзас         | посёлок         | 19        | Шерегешское городское поселение      |
| 14 | Верхний Бугзас        | посёлок         | 38        | Усть-Кабырзинское сельское поселение |
| 15 | Верхний Нымзас        | посёлок         | 16        | Усть-Кабырзинское сельское поселение |
| 16 | Верхний Таймет        | посёлок         | 9         | Кызыл-Шорское сельское поселение     |
| 17 | Верхняя Александровка | посёлок         | 5         | Усть-Кабырзинское сельское поселение |
| 18 | Весёлая Грива         | посёлок         | 0         | Каларское сельское поселение         |
| 19 | Викторьевка           | посёлок         | 0         | Шерегешское городское поселение      |
| 20 | Габовск               | посёлок         | 33        | Коуринское сельское поселение        |
| 21 | Дальний Кезек         | посёлок         | 17        | Шерегешское городское поселение      |
| 22 | Джелсай               | посёлок         | 6         | Усть-Кабырзинское сельское поселение |
| 23 | Зайцево               | посёлок         | 28        | Коуринское сельское поселение        |
| 24 | За-Мрассу             | посёлок         | 2         | Шерегешское городское поселение      |
| 25 | Каз                   | пгт             | ↗4254     | Казское городское поселение          |
| 26 | Калары                | посёлок         | 444       | Каларское сельское поселение         |
| 27 | Калташ                | посёлок         | 0         | Коуринское сельское поселение        |
| 28 | Каменный Карьер       | посёлок         | 3         | Каларское сельское поселение         |
| 29 | Камзас                | посёлок         | 2         | Кызыл-Шорское сельское поселение     |
| 30 | Кантус                | посёлок         | 2         | Усть-Кабырзинское сельское поселение |
| 31 | Карагол               | посёлок         | 104       | Каларское сельское поселение         |
| 32 | Карбалык              | посёлок         | 5         | Кызыл-Шорское сельское поселение     |
| 33 | Кедровка              | посёлок         | 18        | Темиртауское городское поселение     |
| 34 | Килинск               | посёлок         | 200       | Коуринское сельское поселение        |
| 35 | Клепочный             | посёлок         | 3         | Каларское сельское поселение         |
| 36 | Ключевой              | посёлок         | 301       | Кызыл-Шорское сельское поселение     |
| 37 | Колхозный Карчит      | посёлок         | 0         | Усть-Кабырзинское сельское поселение |
| 38 | Кондома               | посёлок         | 321       | Каларское сельское поселение         |
| 39 | Луговской             | посёлок         | 14        | Каларское сельское поселение         |
| 40 | Малый Лабыш           | посёлок         | 11        | Кызыл-Шорское сельское поселение     |
| 41 | Мрассу                | посёлок         | 199       | Кызыл-Шорское сельское поселение     |
| 42 | Мундыбаш              | пгт             | ↘4188     | Мундыбашское городское поселение     |
| 43 | Нижние Кичи           | посёлок         | 17        | Усть-Кабырзинское сельское поселение |
| 44 | Нижний Алзак          | посёлок         | 9         | Усть-Кабырзинское сельское поселение |
| 45 | Нижний Нымзас         | посёлок         | 1         | Усть-Кабырзинское сельское поселение |
| 46 | Нижний Сокол          | посёлок         | 53        | Коуринское сельское поселение        |
| 47 | Новый                 | посёлок         | 134       | Усть-Кабырзинское сельское поселение |
| 48 | Парлагол              | посёлок         | 13        | Усть-Кабырзинское сельское поселение |
| 49 | Парушка               | посёлок         | 0         | Шерегешское городское поселение      |
| 50 | Петухов Лог           | посёлок         | 5         | Каларское сельское поселение         |
| 51 | Подкатунь             | посёлок         | 17        | Мундыбашское городское поселение     |
| 52 | Сайзак                | посёлок         | 0         | Кызыл-Шорское сельское поселение     |
| 53 | Сарасет               | посёлок         | 0         | Усть-Кабырзинское сельское поселение |
| 54 | Сензас                | посёлок         | 32        | Усть-Кабырзинское сельское поселение |
| 55 | Сокушта               | посёлок         | 6         | Кызыл-Шорское сельское поселение     |
| 56 | Спасск                | пгт             | ↘1569     | Спасское городское поселение         |
| 57 | Средние Кичи          | посёлок         | 12        | Усть-Кабырзинское сельское поселение |
| 58 | Средний Бугзас        | посёлок         | 12        | Усть-Кабырзинское сельское поселение |
| 59 | Средний Чилей         | посёлок         | 7         | Шерегешское городское поселение      |
| 60 | Средняя Пурла         | посёлок         | 3         | Усть-Кабырзинское сельское поселение |
| 61 | Суета                 | посёлок         | 44        | Шерегешское городское поселение      |
| 62 | Сухаринка             | посёлок         | 31        | Темиртауское городское поселение     |
| 63 | Таенза                | посёлок         | 0         | Шерегешское городское поселение      |
| 64 | Тарлашка              | посёлок         | 10        | Спасское городское поселение         |
| 65 | Таска                 | посёлок         | 14        | Усть-Кабырзинское сельское поселение |
| 66 | Таштагол              | город           | ↘21 209   | Таштагольское городское поселение    |
| 67 | Тельбес               | посёлок         | ↘19       | Мундыбашское городское поселение     |
| 68 | Темиртау              | пгт             | ↗3716     | Темиртауское городское поселение     |
| 69 | Тенеш                 | посёлок станции | ↘0        | Казское городское поселение          |
| 70 | Турла                 | посёлок         | 1         | Спасское городское поселение         |
| 71 | Узунгол               | посёлок         | 2         | Усть-Кабырзинское сельское поселение |
| 72 | Усть-Азас             | посёлок         | 32        | Усть-Кабырзинское сельское поселение |
| 73 | Усть-Анзас            | посёлок         | 87        | Шерегешское городское поселение      |
| 74 | Усть-Кабырза          | посёлок         | 523       | Усть-Кабырзинское сельское поселение |
| 75 | Усть-Карагол          | посёлок         | 17        | Усть-Кабырзинское сельское поселение |
| 76 | Усть-Кезес            | посёлок         | 24        | Усть-Кабырзинское сельское поселение |
| 77 | Усть-Пызас            | посёлок         | 24        | Усть-Кабырзинское сельское поселение |
| 78 | Усть-Уруш             | посёлок         | 6         | Спасское городское поселение         |
| 79 | Учулен                | посёлок         | 27        | Темиртауское городское поселение     |
| 80 | Центральный           | посёлок         | 168       | Каларское сельское поселение         |
| 81 | Чазы-Бук              | посёлок         | 27        | Шерегешское городское поселение      |
| 82 | Чилису-Анзас          | посёлок         | 52        | Усть-Кабырзинское сельское поселение |
| 83 | Чугунаш               | посёлок         | ↘639      | Каларское сельское поселение         |
| 84 | Чулеш                 | посёлок         | 239       | Кызыл-Шорское сельское поселение     |
| 85 | Чушла                 | посёлок         | 0         | Коуринское сельское поселение        |
| 86 | Шерегеш               | пгт             | ↗9911     | Шерегешское городское поселение      |
| 87 | Эльбеза               | посёлок         | 47        | Усть-Кабырзинское сельское поселение |
| 88 | Юдино                 | посёлок         | 12        | Коуринское сельское поселение        |
| 89 | Якунинск              | посёлок         | 114       | Коуринское сельское поселение        |
| 90 | 517 км                | разъезд         | 3         | Каларское сельское поселение         |
| 91 | 527 км                | разъезд         | 27        | Каларское сельское поселение         |
| 92 | 534 км                | разъезд         | 13        | Каларское сельское поселение         |
| 93 | 538 км                | разъезд         | 8         | Каларское сельское поселение         |
| 94 | 545 км                | разъезд         | 61        | Каларское сельское поселение         |

## Экономика
Промышленность
Горная:  Казский рудник, Темиртау доломит, Шерегешский рудник, Таштагольский рудник. Аглофабрика — Мундыбаш. Лесные предприятия — северо-восток района. Планируется строительство цементного завода под Учуленом
Сельское хозяйство
Овощи, выращивают на приусадебных участках жители поселков Каз. Темиртау, Мундыбаш.
Ресурсы
Большая часть района занята лесами — сосны, сибирские кедры. Имеются железные руды, золото.
Транспорт
- Южно-Кузбасская ветка Западно-Сибирской железной дороги, электричка Новокузнецк-Ахпун,Новокузнецк-Таштагол
- автобусы из Таштагола в Междуреченск , Кемерово и Новосибирск
- автобусы из Таштагола в поселки,
- автобусы из Новокузнецка в Темиртау, Каз и Мундыбаш
- автобусы между поселками Темиртау, Каз и Мундыбаш
- авиатранспорт,
- строится дорога в Горный Алтай и Хакасию.

## Культура и образование
- В каждом поселке есть школа, в Мундыбаше, Таштаголе, Шерегеше, Казе и Темир-Тау — музыкальная школа, в Таштаголе — художественная школа и филиал вуза КузГТУ , а также Таштагольский техникум горных  технологий и сферы обслуживания.
- В селе Усть-Анзас Таштагольского района в 1957 году  родилась известная шорская поэтесса Тудегешева Тайана (Татьяна) Васильевна.

## Лечебные учреждения
- Таштагольская больница обслуживает юг района и сельские поселения. В посёлках Темиртау , Мундыбаш и Каз, Шерегеш имеются участковые больницы.[13]. В поселке Каз имеется профилакторий, в поселке Шерегеш санаторий.

## Интересные факты
- Согласно итогам[14] Всероссийской переписи населения 2010 года (том 1, часть 5) численность населения Таштагольского района составляет без города Таштагол 31895 человек (то есть в границах административного района). По данным той же переписи, но в части 11, там указана численность населения в границах муниципального образования: в Таштагольском муниципальном районе — 55029 человек.

## Туризм
В Таштагольском районе активно развивается туризм, проводятся сплавы по Мрассу и Кондоме, пешие и лыжные маршруты по территории района. Открыты для посещения туристов Шорский национальный парк. Активно развивается горнолыжный курорт Шерегеш. В 2014 году его посетило несколько десятков тысяч человек. В 2023 году принимает II Зимние международные спортивные игры «Дети Азии».